# Карушин, Александр Фёдорович
Александр Фёдорович Карушин (1923, Петропавловск — 1994, Москва) — участник Великой Отечественной войны, Герой Советского Союза.

## Биография
Родился 7 августа 1923 года в городе Петропавловске Северо-Казахстанской области Казахской ССР в семье военнослужащего. Русский.
С 1929 года жил в городе Свердловске (ныне — Екатеринбург), где окончил среднюю школу № 67 и аэроклуб. В Красной Армии с 1941 года. В 1941 году окончил Троицкую авиационную школу.

## Участие ввойне
Участник Великой Отечественной войны с марта 1943 года. Член ВКП(б)/КПСС с 1943 года.
В составе 167-го гвардейского штурмового Староконстантиновского ордена Суворова авиационного полка 10-й гвардейской штурмовой Воронежско-Киевской Краснознамённой орденов Суворова и Кутузова авиационной дивизии сражался на Воронежском, Орловско-Курском, Киевском, Корсунь-Шевченковском, Ясско-Кишинёвском направлениях, участвовал в освобождении Румынии, Югославии, Венгрии. Летал на штурмовике Ил-2.
Командир эскадрильи 167-го гвардейского штурмового авиационного полка (10-я гвардейская штурмовая авиационная дивизия, 2-я воздушная армия, 1-й Украинский фронт) гвардии лейтенант Александр Карушин в июле 1943 г. при высокой насыщенности зенитных средств и авиации противника лично произвёл 25 успешных боевых вылетов, 11 июля 1943 г. при возвращении с боевого задания его самолёт был обстрелян, воздушный стрелок-радист убит, а сам Карушин получил тяжёлое ранение. Преодолевая боль, он сумел посадить самолёт на полосу аэродрома. 23 августа 1943 г. при выполнении боевого задания по уничтожению переправы через реку Ворскла в районе Ахтырки самолёт Карушина был серьёзно повреждён, а сам лётчик ранен в руку. Несмотря на это, ведомая им группа штурмовиков задание успешно выполнила.
В октябре-ноябре 1943 г. в период боёв по форсированию Днепра и освобождению Киева А. Карушин в качестве ведущего группы 38 раз летал на штурмовку укреплений противника. 3 ноября [1943 г. севернее Киева на бреющем полёте его группа уничтожила 5 танков, 8 автомашин, около 30 солдат и офицеров врага. К августу 1944 года совершил 104 боевых вылета на штурмовку и бомбардировку живой силы и боевой техники противника.
Указом Президиума Верховного Совета СССР от 26 октября 1944 года за образцовое выполнение боевых заданий командования на фронте борьбы с немецко-фашистскими захватчиками и проявленные при этом мужество и героизм гвардии лейтенанту Александру Фёдоровичу Карушину присвоено звание Героя Советского Союза с вручением Ордена Ленина и медали «Золотая звезда» (№ 4865).
Всего за время войны совершил 156 боевых вылетов. Уничтожил на земле 27 танков, 112 автомобилей, 73 орудия, 2 локомотива, 19 вагонов, 3 самолёта противника на аэродромах, 2 сбил в групповых воздушных боях.

## Послевоенное время
После войны А.Ф. Карушин продолжал службу в ВВС СССР. В 1951 году окончил командный факультет Краснознамённой Военно-воздушной академии в Монино. Служил на разных должностях в частях ВВС, в Главном штабе ВВС, освоил несколько типов новых самолетов, в том числе — реактивных. Работал Заместителем начальника НИИ авиационной и космической медицины. С 1981 года генерал-майор авиации А. Ф. Карушин — в запасе. Жил в Москве, где и скончался 7 января 1994 года. Похоронен в Москве на Троекуровском кладбище (участок 3).

## Память
Мемориальная доска в честь военного летчика генерал-майора авиации Александра Карушина установлена 13 февраля 2018 г. на улице Академика Бочвара, дом 2. Авторы Анна и Иван Седовы.
В г. Троицке Челябинской области установлена мемориальная доска на здании бывшего пассажа братьев Яушевых, в котором во время Второй мировой войны располагалось эвакуированное из Ленинграда авиационно-техническое училище, в котором учился Карушин.

## Награды
- Медаль «Золотая Звезда» Героя Советского Союза. Указ от 26 октября 1944 года (№ 4865).
- Орден Ленина.
- Орден Красного Знамени — дважды.
- Орден Александра Невского (СССР).
- Орден Отечественной войны 1-й степени — дважды.
- Орден Красной Звезды.
- Орден За службу Родине в Вооруженных Силах СССР 3-й степени.
- Орден Партизанской звезды (Югославия).
- Медали.